# Mario Noris
Mario Noris (* 2. Dezember 1958 in Bondo Petello) ist ein ehemaliger italienischer Radrennfahrer und nationaler Meister im Radsport.

## Sportliche Laufbahn
Noris war im Straßenradsport aktiv. Von 1978 bis 1988 war er Berufsfahrer. Er gewann den Giro della Toscana 1979 vor Giuseppe Fatato. 1983 siegte er im Etappenrennen Giro di Puglia mit einem Tageserfolg. 1982 wurde er in der Trofeo Laigueglia Zweiter hinter Theo de Rooij, 1983 Zweiter im Giro dell’Etna.
Den Giro d’Italia bestritt er zehnmal. 1979 wurde er 98., 1980 68., 1981 85., 1982 93., 1983 102., 1984 96., 1985 95., 1986 87., 1987 75. und 1988 96. der Gesamtwertung. Viermal war er in der Tour de Suisse am Start.